# Espiritu Santo
Pour les articles homonymes, voir Espíritu Santo (homonymie).
Espiritu Santo (de l’espagnol Espíritu Santo signifiant « Saint-Esprit », souvent appelée Santo) est une île volcanique de l’archipel du Vanuatu située en mer de Corail, la plus importante par sa taille et par sa diversité.
Avec une superficie de 3 955,5 km2 et une population de 39 601 habitants en 2009, c’est la plus grande île du pays et la deuxième plus peuplée (après Éfaté). Sa capitale est Luganville.

## Géographie

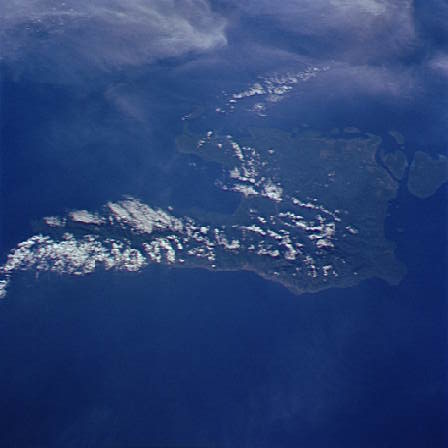
L’île vue de l’espace en 1994.

Espiritu Santo se situe au nord du Vanuatu, dans la province de Sanma, au nord de Malekula et à l’ouest d’Ambae. Elle mesure environ 50 × 60 km avec deux grandes péninsules au nord, mesurant respectivement 60 et 25 km de long. Son point culminant a une altitude de 1 879 m.
L’île est entourée d’îles plus petites telles que
- au sud (d'ouest en est),
  - Taviako,
  - Araki, avec Maloka, Tangoa, Élia, Toubana, Oulilapa, Tangis,
  - Malo, avec Malotina, Malobolébolé, Malokilikili,
  - Aoré, avec Ratoua et Wékessa,
  - Tutuba, avec Abokissa,
- à l'est (du nord au sud),
  - Sakao,
  - îlot de Malili,
  - Alékar et Aléo,
  - Malnet, Malmas, Malenvol,
  - Lazu (Éléphant),
  - Litaro, ou du Pilote,
  - Litaroa, ou du Pilotin,
  - Maféa, avec Malon, Mounparap, et l'île de la Tortue,
  - Aïs.

### Climat
| Mois                                | jan.  | fév.  | mars  | avril | mai   | juin  | jui. | août | sep. | oct.  | nov.  | déc.  | année   |
| ----------------------------------- | ----- | ----- | ----- | ----- | ----- | ----- | ---- | ---- | ---- | ----- | ----- | ----- | ------- |
| Température minimale moyenne (°C)   | 22,8  | 22,8  | 22,9  | 22,8  | 22,3  | 21,6  | 21,3 | 20,9 | 21   | 21,6  | 22,3  | 22,3  | 22,1    |
| Température maximale moyenne (°C)   | 30,2  | 30,2  | 30,2  | 29,5  | 28,5  | 27,7  | 27,3 | 27,3 | 27,9 | 28,6  | 29,4  | 30    | 28,9    |
| Précipitations (mm)                 | 287,7 | 302,1 | 260,5 | 259,7 | 169,7 | 165,4 | 92,3 | 87,1 | 99,6 | 148,6 | 180,2 | 202,6 | 2 255,5 |
| Nombre de jours avec précipitations | 16    | 19    | 20    | 19    | 16    | 14    | 13   | 12   | 10   | 11    | 14    | 16    | 180     |

## Histoire

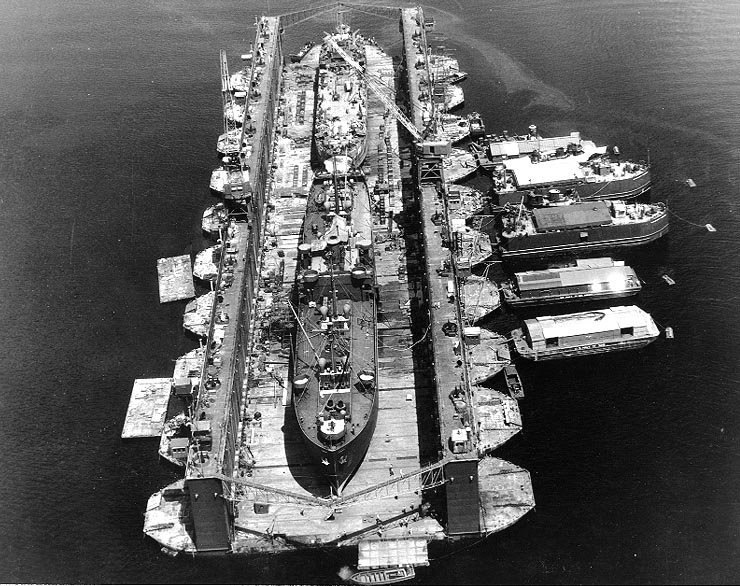
Dock flottant de la marine des États-Unis durant la guerre du Pacifique à Espiritu Santo

Elle a été baptisée Tierra Austrialia del Espíritu Santo par le navigateur portugais Pedro Fernández de Quirós en 1606 en l’honneur de la dynastie régnante en Espagne et au Portugal, les Habsbourg, d’origine autrichienne (Austria en espagnol).
C’est la première île qu’a découvert Quirós lors de son expédition organisée depuis le Pérou à destination de la Terra australis, dont il comptait prendre possession au nom de la couronne d’Espagne. Le navigateur tenta d’y fonder une colonie, baptisée Nouvelle Jérusalem, au bord d’une rivière nommée « le Jourdain » mais renonça peu après en raison de l’hostilité des autochtones et des conflits entre les membres de l’expédition.
Les mouvements prophétiques (dont celui de Kavapnuwi Mol Valiv) sont connus principalement en raison des meurtres d'Européens qui y sont liés : Greig, Sawers (1891), Clapcott (1917, affaire Rongofuro).
Lors de la Seconde Guerre mondiale, l'aviso Chevreuil des Forces navales françaises libres, est envoyé aux Nouvelles-Hébrides et aux Îles Banks, par le commandant de la Marine dans le Pacifique, le capitaine de frégate Cabanier, pour des missions de visite et de maintien de l'ordre. Commandé par l'enseigne de vaisseau Fourlinnie, il fait un passage à Espiritu Santo entre le 10 et le 25 janvier 1942.
L'île d’Espiritu Santo est ensuite devenue une importante base militaire des États-Unis avec la construction, à partir de 1942, de la base aérienne de Santo-Pekoa située à Luganville .
Majoritairement francophones, les habitants de l’île ont plusieurs fois tenté de faire sécession. L’indépendance est unilatéralement prononcée le 27 décembre 1957 par Jimmy Stevens (1922–1994), chef du mouvement Nagriamel.
À l’approche de l’indépendance du Vanuatu en novembre 1980, Stevens mène une nouvelle tentative de partition.
Jimmy Stevens se déclare Premier ministre et forme un gouvernement de la « république de Vemarana » à Luganville le 5 juin 1980. Mais les négociations avec Port-Vila échouent et du 17 au 31 août 1980 les forces armées de Papouasie-Nouvelle-Guinée, invitées par le gouvernement vanuatais de Walter Lini, rétablissent l’ordre et imposent l'autorité vanuataise sur l'île.
Le 31 août 1980, peu après l’indépendance du Vanuatu, la sécession de Santo est ainsi réprimée et 760 personnes arrêtées, dont Stevens, condamné à 14 ans de prison, et libéré finalement le 19 août 1991.
L’ambassadeur de France est expulsé de Port-Vila le 2 février 1981.
Les relations diplomatiques entre le Vanuatu et la France reprennent au mois d’octobre.

## Langues
Espiritu Santo présente une grande diversité linguistique. On y parle en effet 26 langues indigènes : akei, amblong, butmas-tur, fortsenal, lorediakarkar, mafea, merei, morouas, narango, navut, nokuku, piamatsina, polonombauk, roria, sakao, shark-bay, tambotalo, tangoa, tasmate, tiale, tolomako, tutuba, valpei, vunapu, wailapa, wusi.
En plus de ces langues, certains habitants parlent les langues officielles du pays (français (2 %), anglais (25 %), bislama (75 %)) et des immigrants venus des autres îles parlent d’autres langues du Vanuatu.

## Religions
Christianisme et paganisme.

## Personnalités
- Jimmy Stevens, du Nagriamel,
- Kavapnuwi Mol Valiv, prophète, haute vallée de la Navaka,
- Tsek, prophète du naked cult,

## Santé
Malaria et tuberculose continuent à affecter les populations démunies.
La médecine occidentale est concurrencée par la médecine traditionnelle, avec interventions de médecins-sorciers.
Alcool et kava sont couramment consommés.

## Expédition Santo 2006

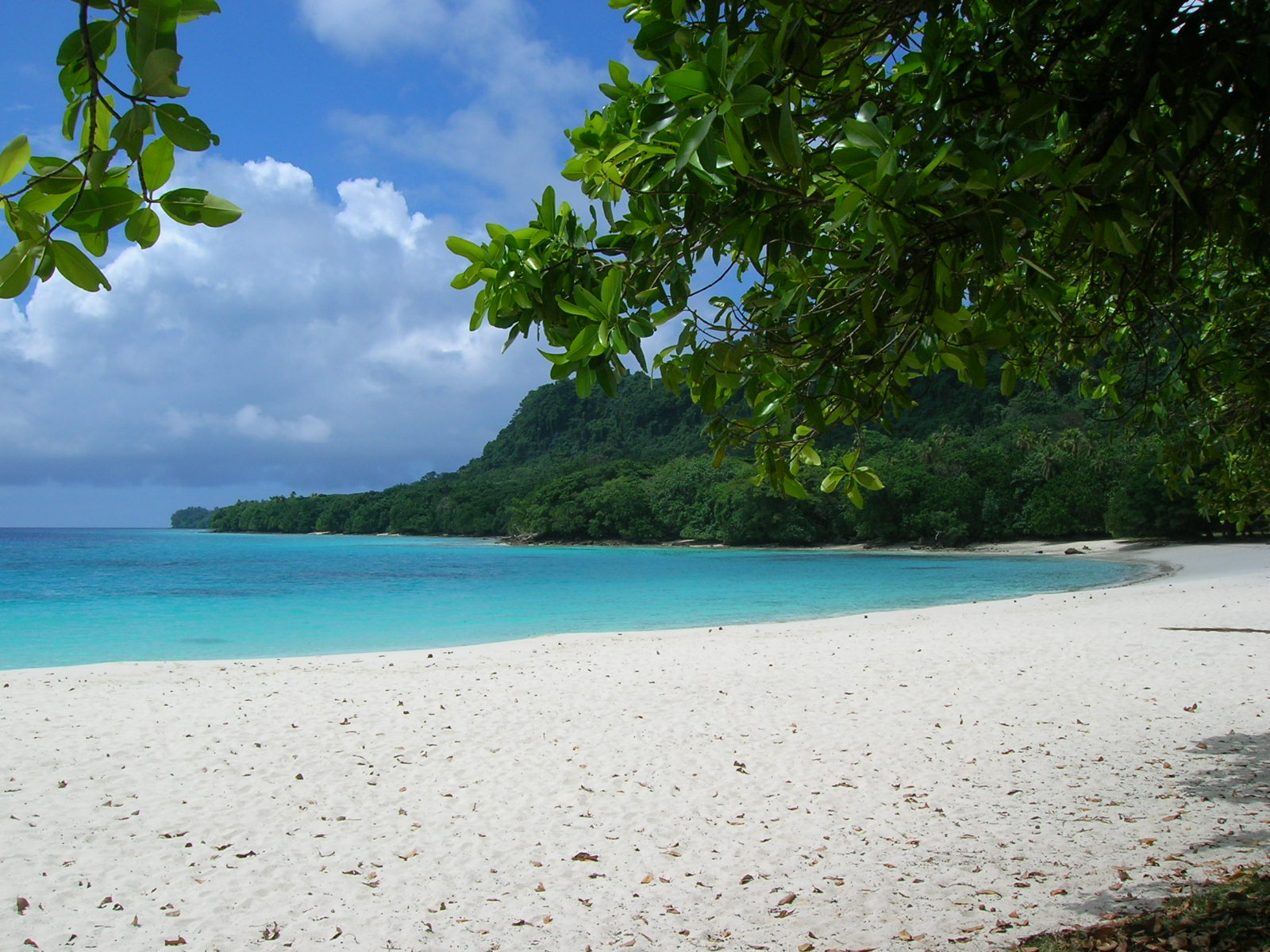
Une plage du nord de l’île.

Depuis 2006, l’île est l’objet d’un programme de recherche par une expédition française d’étude de la biodiversité, l’Expédition Santo 2006, menée par les professeurs Philippe Bouchet du MNHN et Hervé Le Guyader de l’Université Pierre-et-Marie-Curie (Paris VI), dont le but est de répertorier sur plusieurs années l’ensemble exhaustif des milieux terrestre et marin.
Sur les dix mille premières espèces recensées, il s’avère qu’environ deux mille étaient inconnues jusqu’à présent. De nombreuses autres déjà connues sont exclusivement endémiques.
Dans leurs travaux, les quelque cent soixante « savanturiers » de vingt-cinq nationalités différentes sont aidés par l’Alis, un bateau laboratoire flottant et par l’arboglisseur, une sorte de montgolfière capable de glisser juste au-dessus de la cime des arbres.

## Cuisine traditionnelle
- Le taro sous diverses formes, dont le nalot.